# Gregor Erhart

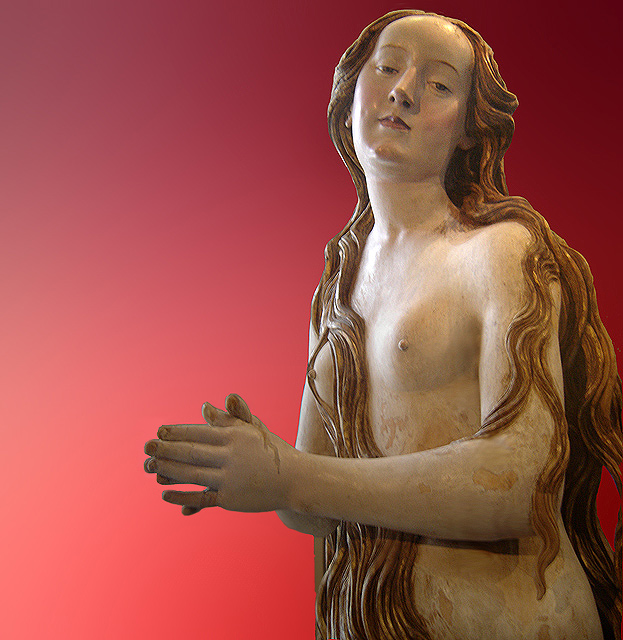
Maria Magdalena, Paryż, Luwr

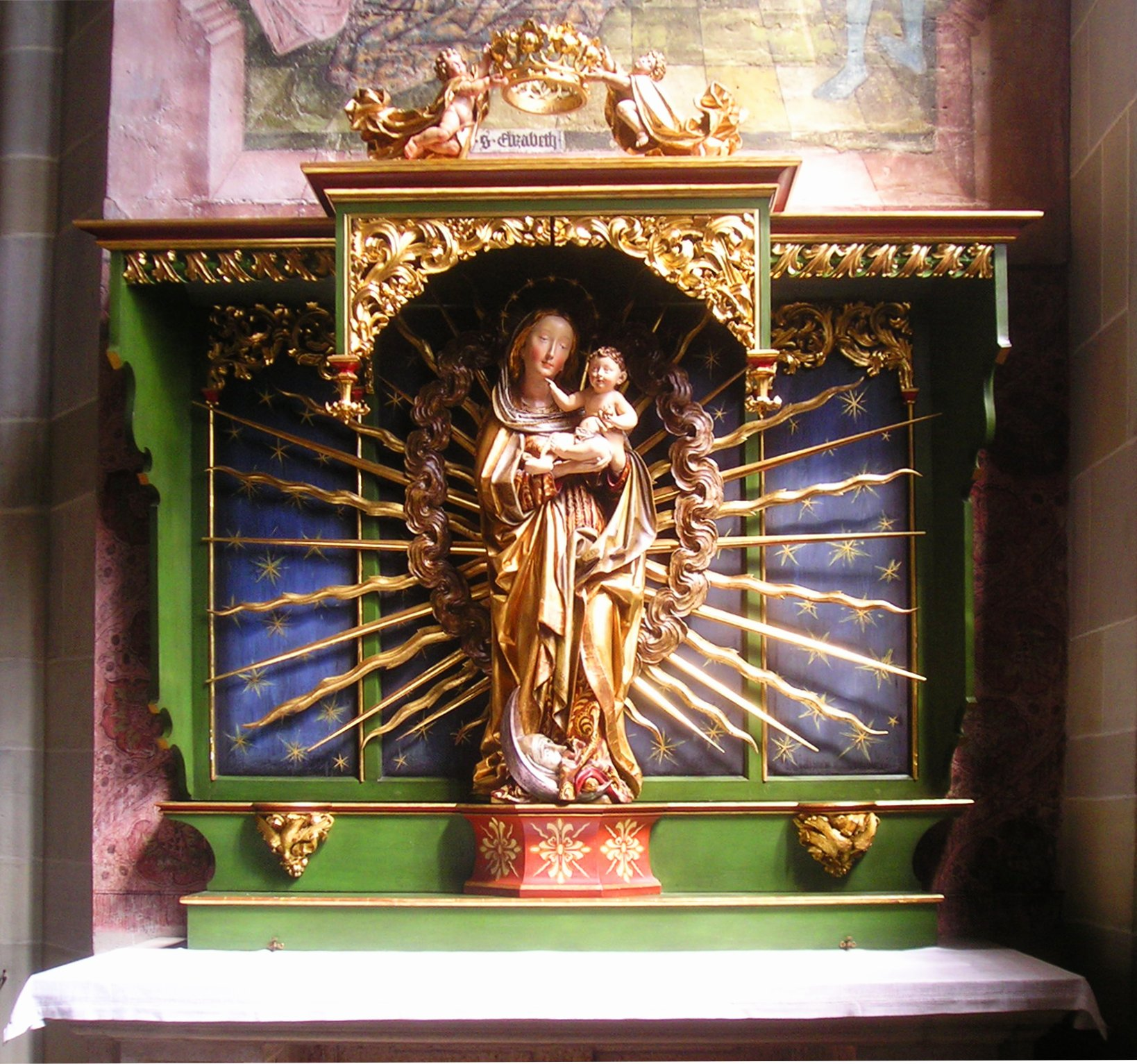
Gregor Erhart Madonna z Dzieciątkiem w kolegiacie w Überlingen

Gregor Erhart (ur. 1470 w Ulm, zm. 1540 w Augsburgu) – niemiecki snycerz, rzeźbiarz doby późnego gotyku, jeden z przedstawicieli tzw. szkoły ulmskiej. Był synem Michela Erharta, bratem Bernharta Erharta i ojcem Paula Erharta.
Michel, jego ojciec, prowadził warsztat w Ulm, gdzie Gregor podjął pierwsze kroki w działalności rzeźbiarskiej. Nie jest pewne, co wyszło spod jego dłuta w mieście skupionym wokół katedry, która wówczas była punktem odniesienia dla artystów z miasta w Szwabii. W 1494 przeniósł się do Augsburga, mającego wówczas statut Wolnego Miasta Rzeszy. Założył tam dobrze prosperujący warsztat, w którym wychował się m.in. Adolf Daucher, znany jako „Kistler” (tzn. artysta snycerz). W Augsburgu Gregor Erhart działał na rzecz duchowieństwa klasztoru i kościoła św. Maurycego. W 1496 został mistrzem cechu rzeźbiarzy, odnotowany w późniejszej kronice jako Ingeniosus magister.

## Dzieła
- Figura Madonny w kościele św. Afry i Ulryka w Augsburgu.
- Madonna w płaszczu opiekuńczym stanowiąca ołtarz główny kościoła klasztornego w Kaisheim (Bawaria), 1502–1504 (zniszczona w Berlinie w 1945).
- Madonna z Dzieciątkiem w kolegiacie w Überlingen.
- Figura Marii Magdaleny wykonana ok. 1500/1510, obecnie w zbiorach paryskiego Luwru.
- Vanitas –  personifikacje trzech etapów życia (ok. 1500, w zbiorach Muzeum Historii Sztuki w Wiedniu w Wiedniu).

Prawdopodobny jest też udział Gregora Erharta przy pracach nad ołtarzem głównym w kościele klasztornym w Blaubeuren, którego rzeźby wykonał jego ojciec.